# Friedel-Craftsacylering
De Friedel-Craftsacylering is de chemische reactie van een zuurchloride of anhydride met een aromatische verbinding. In de reactie wordt een acylgroep op de aromatische verbinding aangebracht en ontstaat een keton. De reactie is een elektrofiele aromatische substitutie. De reactie wordt doorgaans uitgevoerd met lewiszuren als ijzer(III)chloride (FeCl3), boortrifluoride (BF3) en aluminiumchloride (AlCl3). Ook kan de reactie uitgevoerd worden in zwavelzuur of polyfosforzuur. Naast de Friedel-Craftsacylering is er de Friedel-Craftsalkylering, waarbij alkylgroepen worden ingevoerd op een aromaat.

## Reactiemechanisme
De reactie vindt plaats doordat één equivalent van het lewiszuur coördineert met de carbonylgroep van de uitgangsstof. Met een anhydride zijn zelfs twee equivalenten van het lewiszuur nodig. Door het coördineren van het lewiszuur wordt het koolstofatoom van de carbonylgroep dusdanig elektrofiel, dat het kan reageren met elektronrijke aromaten. Bij het ontstane intermediair is het ringsysteem niet langer aromatisch, maar wordt de aromaticiteit door de afsplitsing van een proton weer hersteld.
Na de reactie blijft het lewiszuur aan de carbonylgroep gecoördineerd, zodat een stoichiometrische hoeveelheid nodig is; dit in tegenstelling tot de Friedel-Craftsalkylering. Een ander verschil is dat na de reactie de aromatische ring dusdanig gedeactiveerd is dat er geen verdere reactie kan plaatsvinden. De Friedel-Craftsreactie kan ook niet gebruikt worden in combinatie met sterk gedeactiveerde aromaten, zoals pyridine en nitrobenzenen.
Voor de synthese van aromatische ketonen is de reactie een van de belangrijkste reacties. De aryl-alkylketonen kunnen vervolgens worden gereduceerd tot alkylaromaten door middel van de Clemmensen-reductie of de Wolff-Kishner-reductie.
Nitrering · Halogenering · Sulfonering · Friedel-Craftsalkylering · Friedel-Craftsacylering